# Antonín Reimann
Pour les articles homonymes, voir Reimann.
Antonín Reimann (Antonin Raymond), né le 10 mai 1888 à Kladno et mort le 21 novembre 1976 à New Hope en Pennsylvanie, fut un architecte tchèque qui vécut et travailla aux États-Unis et au Japon. Certains le considèrent comme l'instigateur de l'architecture moderne au Japon.

## Biographie
Reimann fit ses études à l'université technique de Prague jusqu'en 1909. Il partit aux États-Unis en 1910 et a commencé à travailler chez Cass Gilbert de 1910 à 1912. Il a étudié les détails architecturaux externes du Woolworth Building. Il a pu alors étudier les qualités du béton. En 1912, il a rencontré Frank Lloyd Wright pour la première fois. Il a suivi des cours de peintures à l'Independent School of Art en 1912 puis entreprend un voyage d'étude de la peinture en Italie et en Afrique du Nord qu'il doit interrompre au début de la Première Guerre mondiale pour revenir aux États-Unis. Il s'est marié le 15 décembre 1914 avec Noémi Pernessin (1889-1980), décoratrice née en France. Il est devenu citoyen américain au début de 1916, transformant son nom Antonin Reimann en Antonin Raymond. À partir de 1916 il a travaillé pour Frank Lloyd Wright à Taliesin à Spring Green. Le premier travail pour lequel il apparaît nommément, c'est l'adaptation du Garrick Theater pour recevoir la troupe du Vieux Colombier à la demande d'un mécène américain. Devenu citoyen américain au début de 1916, il est enrôlé par l'armée américaine en 1917. Il est démobilisé en 1919 et revient aux États-Unis où il retravaille chez Frank Lloyd Wright. En 1919, il accompagne Frank Lloyd Wright au Japon. On lui propose de travailler sur le projet de l'hôtel impérial de Tokyo avec sa femme. 
Reimann a décidé ensuite de rester au Japon où il a dessiné plusieurs bâtiments pionniers du modernisme en béton renforcé. Pendant la Seconde Guerre mondiale, Reimann retourna vivre aux États-Unis où il créa en 1945 un bureau d'architecture à New York, avec un architecte compatriote Ladislav Leland Rado (1909-1993), l'agence Raymond & L. L. Rado. Après 1948, Reimann voyagea de nouveau au Japon, où en fait il demeura jusqu'en 1973, avant de se retirer aux États-Unis.
En 1956, Reimann reçut la « médaille d'honneur » de l'American Institute of Architects (AIA) et, en 1964, un « rayon d'or » avec ruban de l'ordre du Soleil levant du Japon.
Il était l'époux de Noémi Pernessin, designer.

## Œuvre
(liste non exhaustive)
- Maison Reinanzaka à Tokyo (1924)
- Villa d'ambassade à Nikko (1929)
- Villa Troedsson à Nikko (1931)
- Club house du golf de Tokyo à Asaka (1932)
- Maison d'été à Karuizawa (1933)
- Maison Morinosuke Kawasaki à Tokyo (1934)
- Maison Tetsuma Akaboshi à Tokyo (1934)
- Sa ferme à New Hope (1939)
- Sa propre maison et ses studios à Azabu (1951)
- Bureaux du Reader's Digest à Tokyo (1951)
- Maison Cunningham à Tokyo (1954)
- Église Saint-Anselme à Tokyo (1954)
- Villa à Hayama à Hayama (1958)
- Nouveau studio à Karuizawa (1962)
- Église Saint-Paul à Shiki (1963)
- Séminaire de la Parole Divine à Nagoya (Arrondissement Shōwa-ku) (1966)[4]